# Борбона
Борбона (итал. Borbona) је насеље у Италији у округу Ријети, региону Лацио.
Према процени из 2011. у насељу је живело 533 становника. Насеље се налази на надморској висини од 780 м.

## Становништво
| 1931. | 1936. | 1951. | 1961. | 1971. | 1981. | 1991. | 2001. | 2011. |
| ----- | ----- | ----- | ----- | ----- | ----- | ----- | ----- | ----- |
| 2.280 | 2.109 | 1.752 | 1.536 | 924   | 751   | 734   | 725   | 650   |